# 연주 (중국)
연주(兗州)는 현재의 산둥성 서남부와 허난성 동부에 존재한 중국 역사상의 옛 행정 구역이며, 구주 중 한 곳으로 전해 내려오는 지역이다. 후한 13주 중 한 지역이며, 중심지는 창읍현(昌邑縣, 현재의 산둥 성 지닝 시 진샹 현)이다.

## 군 · 군국

### 전한
진류군(陳留郡) · 산양군(山陽郡) · 제음군(濟陰郡) · 태산군(泰山郡) · 동군(東郡) · 성양국(城陽國) · 회양국(淮陽國) · 동평국(東平國)

### 후한
진류군(陳留郡) · 동군(東郡) · 동평국(東平國) · 임성국(任城國) · 태산군(泰山郡) · 산양군(山陽郡) · 제음군(濟陰郡) · 제북국(濟北國)

### 삼국 시대

#### 조위
진류국(陳留國) · 동군(東郡) · 제음군(濟陰郡) · 산양군(山陽郡) · 임성군(任城郡) · 동평국(東平國) · 제북국(濟北國) · 태산군(泰山郡)

### 서진
진류국(陳留國) · 복양국(濮陽國) · 고평국(高平國) · 임성국(任城國) · 동평국(東平國) · 제북국(濟北國) · 태산군(泰山郡)

### 남북조시대

#### 동진
동진초기 경구(京口)에 교치되었다가 명제시기 광릉군으로 옮겨져 장쑤성의 화이허, 장강사이 평야지역을 통치하게 되었다. 안제때 후연이 무너지는 틈을 타 동진이 옛 연주에 해당하는 허난성 동부, 산둥성 서남부지방을 수복하자 장쑤성에 교치된 연주는 남연주로 개명되었다.

#### 유송
초창기 자사부는 활대(滑臺)에 두었다가 436년(유송 문제 원가 13년) 추산(鄒山)으로 옮겨졌다. 443년(유송 문제 원가 20년) 폐지되고 속군이 서주, 기주로 분할 편입되었다가 453년(유송 문제 원가 30년) 재설치되었다. 재설치된 이후 연주의 치소는 하구(瑕丘)에 두었다. 유송대 연주는 31현 29,340호 145,581명을 거느렸다. 명제 태시연간 북위의 공격으로 회수 이북을 상실하면서 중심지가 회음(淮陰, 현재의 장쑤성 화이안시 화이인구 마두진(馬頭鎭) 일대)로 옮겨졌다. 이후의 연주는 북연주 문서를 참조할 것. 북위의 침공 이전까지 연주는 6군 31현 29,340호 145,581명을 거느렸다.
태산군(泰山郡) · 고평군(高平郡) · 노군(魯郡) · 동평군(東平郡) · 양평군(陽平郡) · 제북군(濟北郡)

#### 북위
유송대 중심지였던 하구가 그대로 중심지 역할을 했다. 정광연간에 남연주, 527년(북위 효명제 효창 3년) 서연주가 설치되었다. 동위 때 연주는 6군 31현 88,032호 266,791명을 거느렸다.
태산군(泰山郡) · 노군(魯郡) · 고평군(高平郡) · 임성군(任城郡) · 동평군(東平郡) · 동양평군(東陽平郡)

### 수
수 문제시기 주현제가 실시되었지만 황하하류지역의 군을 예주지구로 통틀어서 취급했다. 이후 606년(수 양제 대업 2년) 동군에 설치된 활주(滑州)가 연주로 개명되었다.
동군(東郡) · 동평군(東平郡) · 제북군(濟北郡) · 무양군(武陽郡) · 발해군(渤海郡) · 평원군(平原郡)
1. ↑  《진서》 14권 지 제4 지리지 上 연주
2. ↑  《송서》 35권 지 제25 주군지 1 연주
3. ↑  《남제서》 14권 지 제6 주군지 上 남제서 북연주
4. ↑  《위서》106권 中 지 제 2 中 지형지 中 연주